# Basilique Saint-Lambert de Hengelo

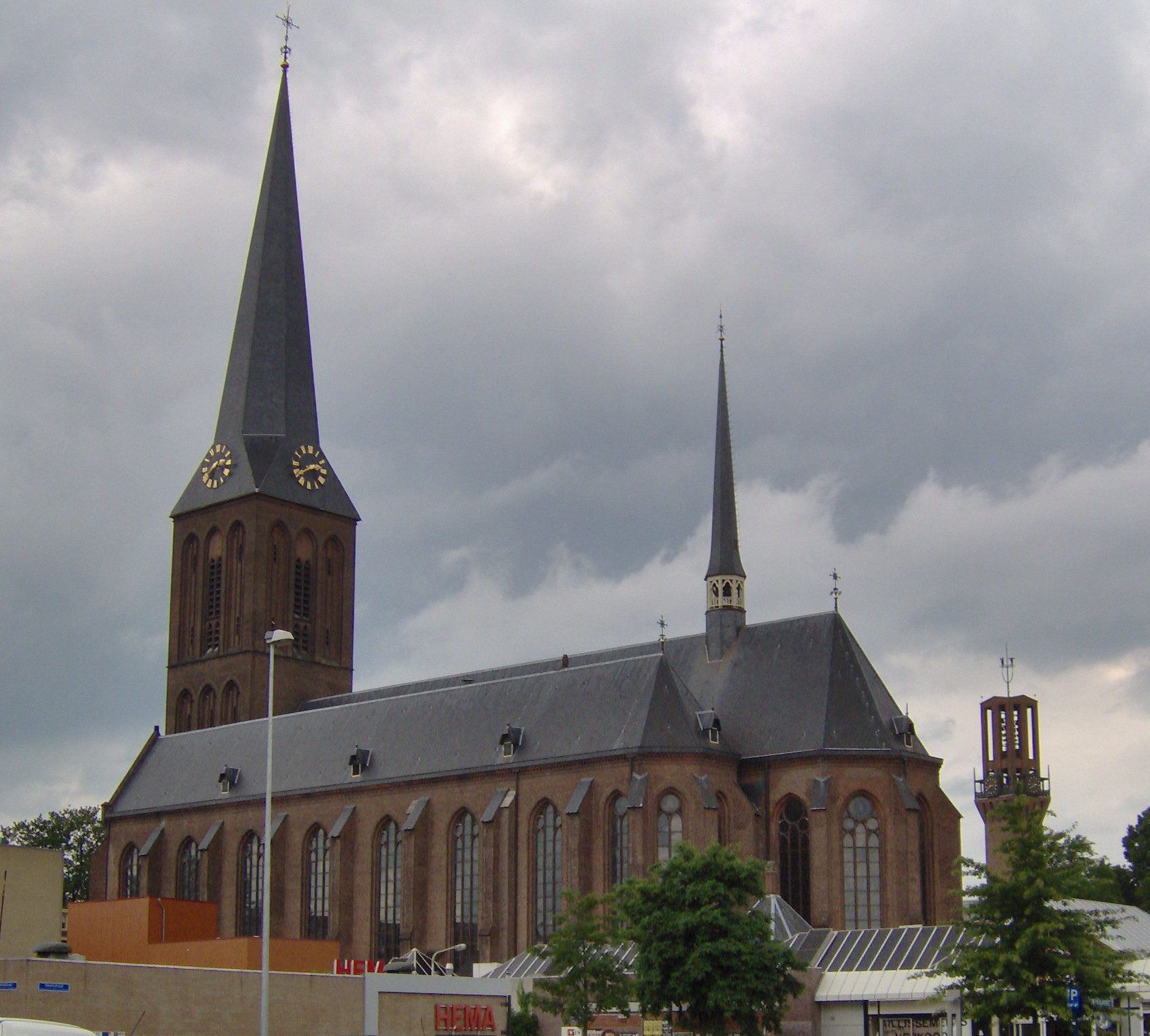
Vue de la basilique.

La basilique Saint-Lambert (Sint-Lambertusbasiliek) est une basilique mineure sise à Hengelo dans les Pays-Bas. Elle est dédiée à saint Lambert. Cette église est réputée dans tout le pays pour la qualité de ses grandes orgues. Elle dépend de l'archidiocèse d'Utrecht.

## Histoire

### Origines
Une première petite église dédiée à saint Lambert est construite dans la première moitié du XIVe siècle et remplacée par une église plus grande en pierre vers 1500. Au début du XVIIe siècle, celle-ci est envahie par les protestants qui l'affectent à leur culte. Les catholiques restés fidèles sont obligés de se réunir dans une grange transformée en lieu de culte plus ou moins clandestin à Roesink près de Delden et près de Woolde.

### Nouvelle église catholique
Ce n'est qu'en 1775 que les autorités permettent la construction d'une nouvelle église catholique plus proche d'Hengelo. Elle est achevée en 1786. Elle est agrandie deux fois, en 1832-1835 et en 1849-1850. Avec l'industrialisation la population du bourg augmente sensiblement, si bien qu'il est nécessaire de construire une église plus grande en 1887.

### La basilique
L'abbé Gerardus Beernink (1875-1906) est le curé de la nouvelle église. C'est l'architecte Gerard te Riele de Deventer qui est chargé des plans. Il construit une chapelle de secours dans le jardin du presbytère, en attendant la fin des travaux qui ont lieu de 1888 à 1890. La nouvelle et grande église de briques est de style néogothique avec un clocher élancé de 79,2 mètres de hauteur. Cette tour est donc la vingt-cinquième en hauteur de tout le pays.
L'église est relativement épargnée par les bombardements anglais et américains de la Seconde Guerre mondiale, à l'inverse du centre-ville qui a été en grande partie rasé. La restauration de l'édifice dure de 1948 à 1951. 
Une fondation chargée de la restauration de l'église est lancée en 1997 et les travaux commencent en février 2015 : l'ancrage de la flèche est renforcé ainsi que les fondations de la tour et toute la façade a été réhabilitée. Ainsi, du 12 au 20 septembre 2015, le jubilé du cent-vingt-cinquième anniversaire de l'église a été solennellement célébré. 

Blason

L'église est inscrite aux monuments historiques en 1974. Elle est élevée au rang de basilique mineure en 1998 par le pape Jean-Paul II et le 4 septembre 1998 elle reçoit son blason en tant que basilique. L'intérieur est restauré en 2002, y compris des éléments néogothiques ôtés dans les années 1970 qui retrouvent leur place.

## Intérieur

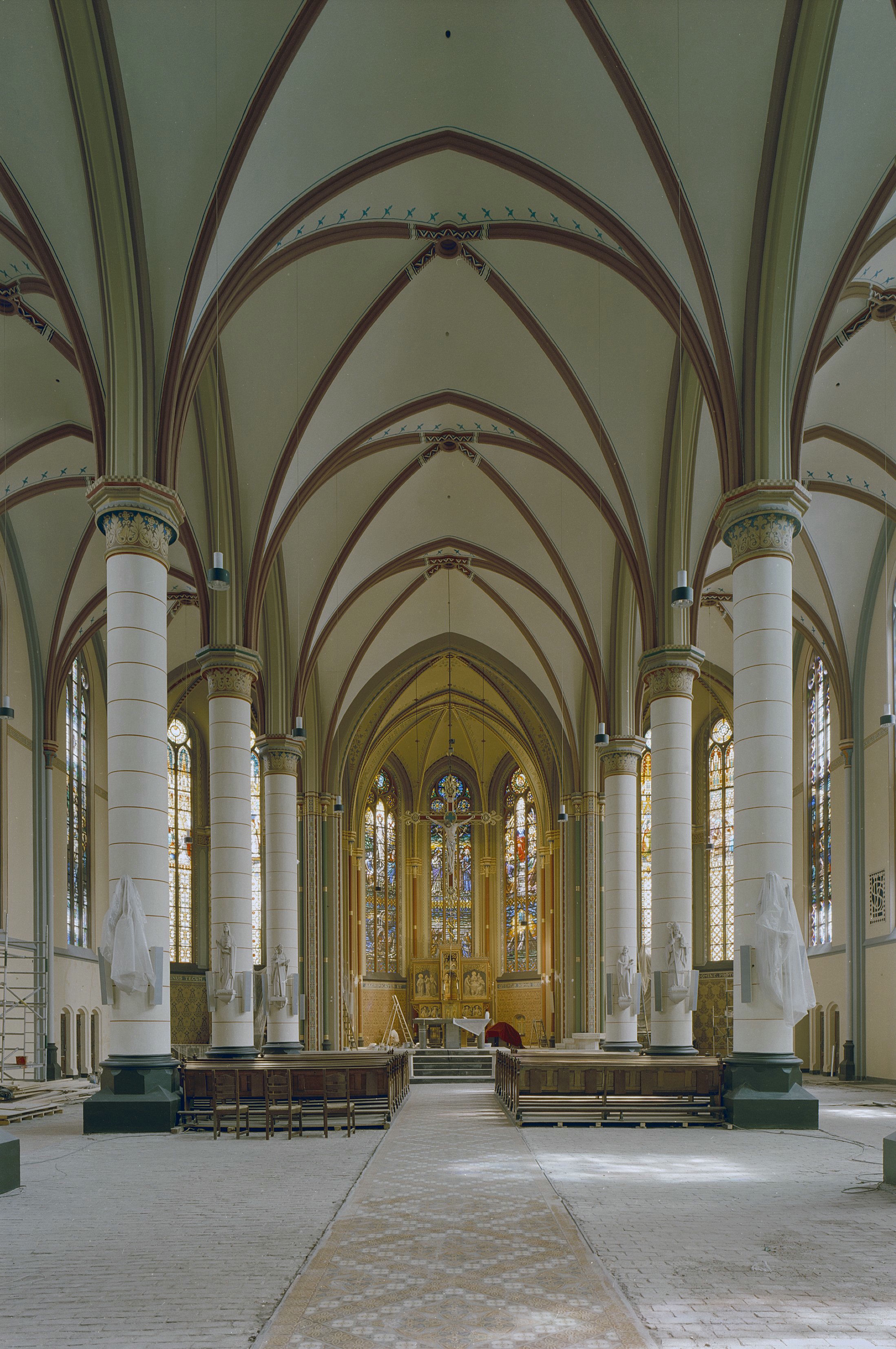
Intérieur de l'église pendant la restauration des colonnes.

L'église est à trois nefs sans transept. La chapelle Sainte-Marie a été construite en 1988.

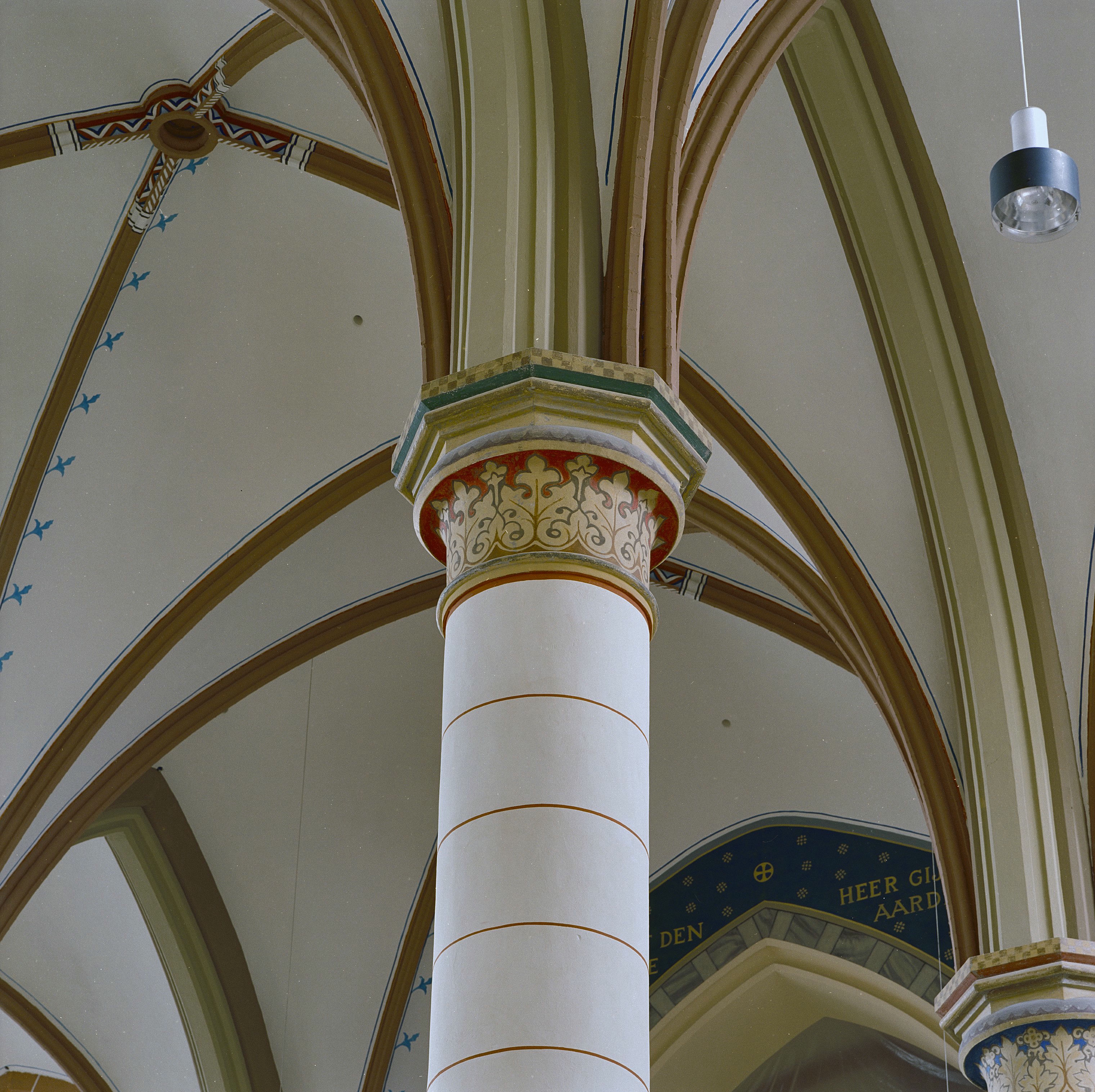
Détail d'un chapiteau
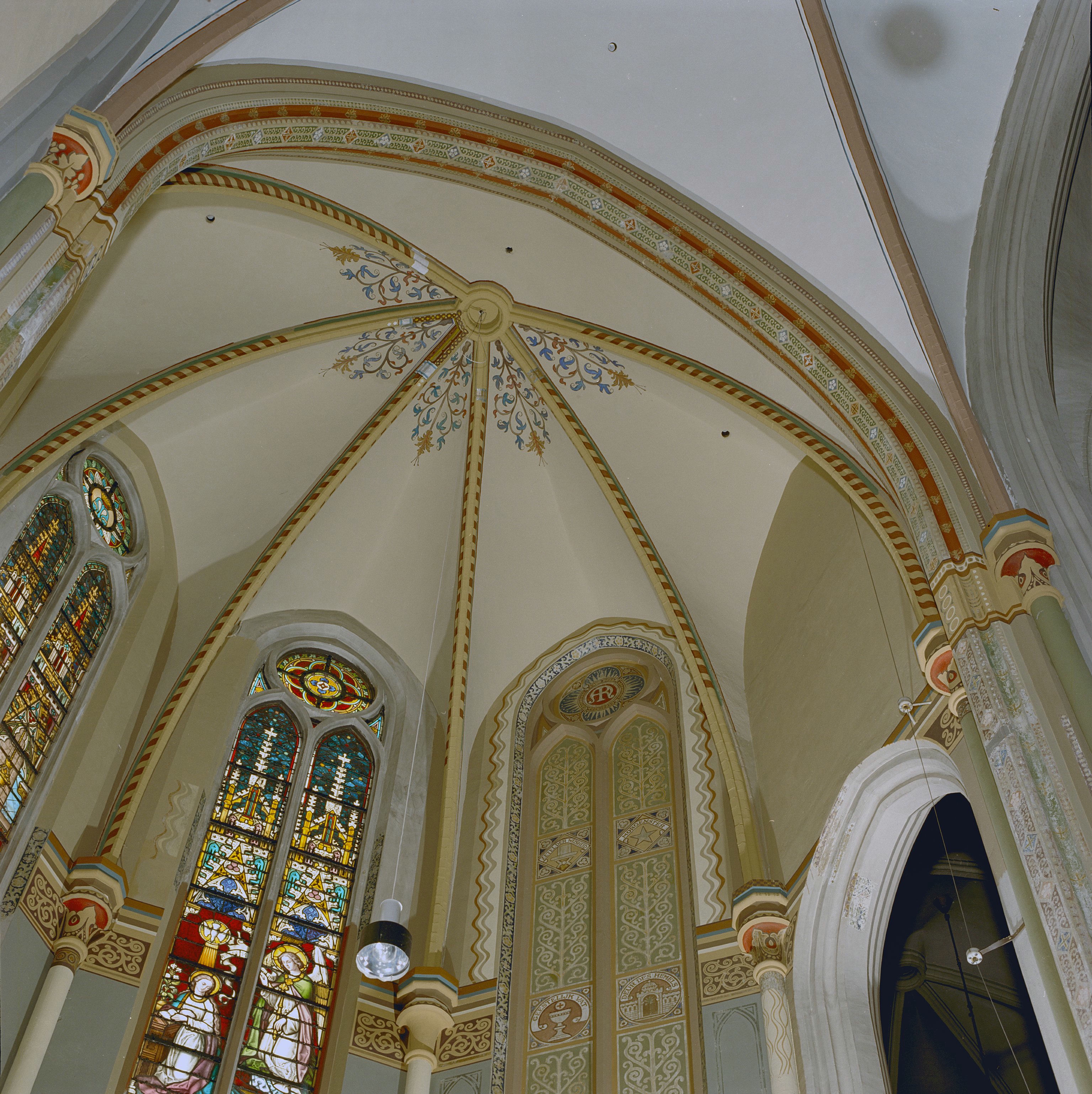
Croisées du chœur
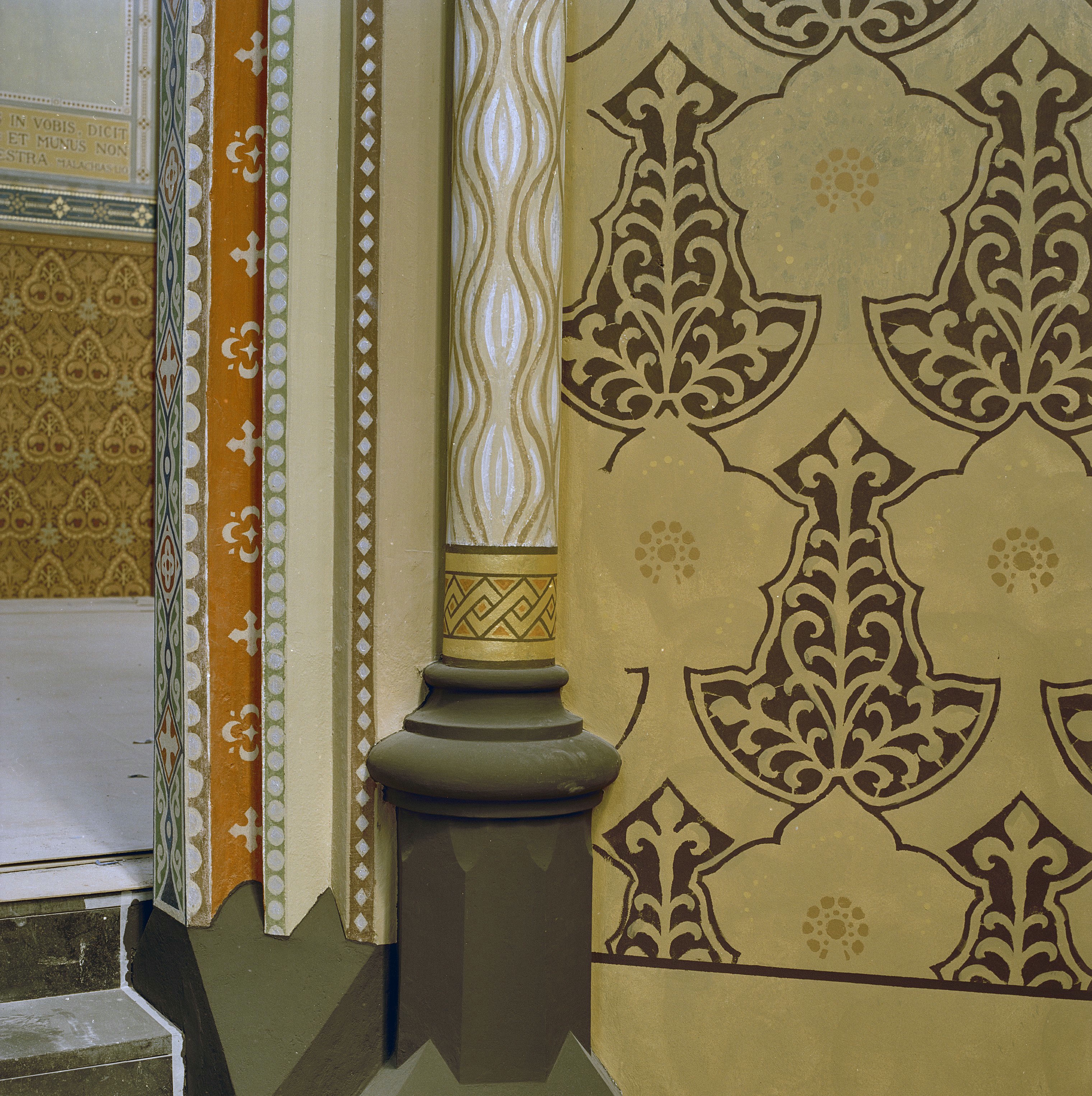
Détail du décor restauré

### Orgue
C'est en 1907 qu'un orgue de la maison Gradussen de Winssen est installé dans l'église avec 21 registres et deux claviers. Il est remplacé en 1948-1949 par un orgue électro-pneumatique de la maison Vermeulen d'Alkmaar. Cet orgue est extrêmement réputé dans tout le pays. Il possède au début 45 registres et 2 800 tuyaux. Il est restauré en 2008 et agrandi avec 58 registres, quatre claviers et un pédalier. Le titulaire en est Louis ten Vregelaar. 

| I Hauptwerk C–g3 |       |
| Prestant         | 16′   |
| Viola Major      | 16′   |
| Prestant         | 8′    |
| Fluit Harmoniek  | 8′    |
| Bourdon          | 8′    |
| Octaaf           | 4′    |
| Roerfluit        | 4     |
| Quint            | 2\|3′ |
| Octaaf           | 2′    |
| Cornet V         | 8′    |
| Mixtuur III-IV   |       |
| Trompet          | 8′    |

| II Positiv C–g3 |          |
| Quintadeen      | 16′      |
| Holfluit        | 8′       |
| Viola di Gamba  | 8′       |
| Vox Coelestis   | 8′       |
| Prestant        | 4′       |
| Dwarsfluit      | 4′       |
| Nasard          | 2\|2\|3′ |
| Flageolet       | 2′       |
| Terts           | 1\|3\|5′ |
| Cymbel III      |          |
| Dulciaan        | 16′      |
| Trompet         | 8′       |
| Schalmey        | 4′       |
| Tremolo         |          |

| III Schwellwerk C–g3 |     |
| Bourdon              | 16′ |
| Prestant             | 8′  |
| Fluit Harmoniek      | 8′  |
| Salicionaal          | 8   |
| Holpijp              | 8′  |
| Fluit Octaviant      | 4   |
| Viola                | 4′  |
| Piccolo Harmoniek    | 2′  |
| Basson               | 16′ |
| Trompet Harmoniek    | 8′  |
| Basson-Hobo          | 8′  |
| Klaroen Harmoniek    | 4′  |
| Tremolo              |     |

| IV Echowerk C–g3 |       |
| Salicionaal      | 8′    |
| Quintadeen       | 8′    |
| Prestant         | 4′    |
| Blokfluit        | 4′    |
| Roerquint        | 2\|3′ |
| Gemshoorn        | 2′    |
| Superquint       | 1\|3′ |
| Nachthoorn       | 1′    |
| Scherp III       |       |
| Kromhoorn        | 8′    |

| Pedal C–g1     |     |
| Resultantbas   | 32′ |
| Prestant       | 16′ |
| Subbas         | 16′ |
| Zacht Gedekt   | 16′ |
| Openbas        | 8′  |
| Fluitbas       | 8′  |
| Gedekt         | 8′  |
| Koraalbas      | 4′  |
| Ruischpijp III |     |
| Bazuin         | 16′ |
| Trombone       | 8′  |